# 丁吡考胺
丁吡考胺（化学名：5-丁基吡啶-2-酰胺，5-Butylpyridine-2-carboxamide）是一种有机化合物，化学式C10H12N2O，具有β受体阻滞剂功能，在临床上用于血管舒張。